# Wittamer & Co

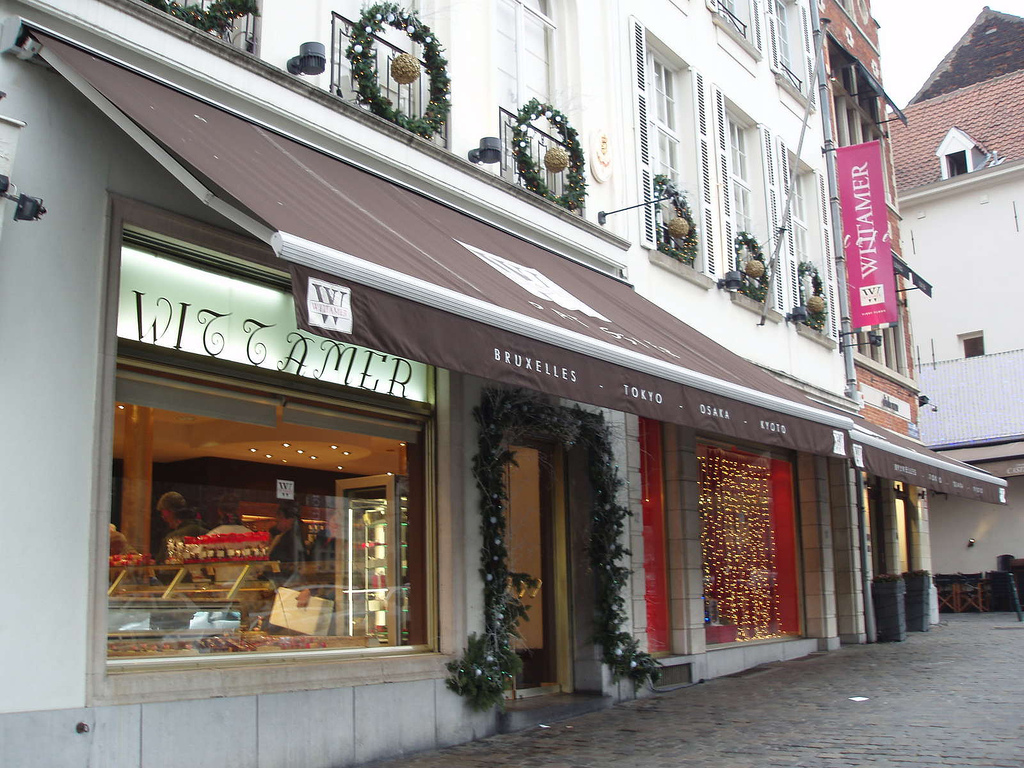
Il negozio Wittamer & Co shop al N° 12 di Place du Grand Sablon in Brussels

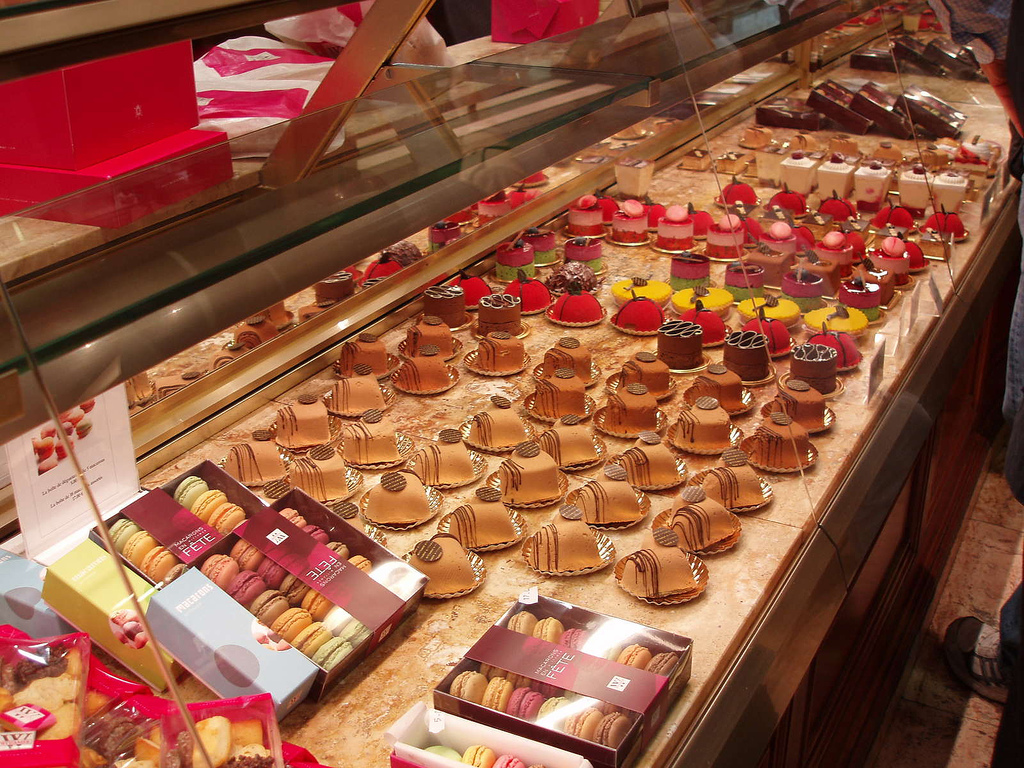
Praline in esposizione da Wittamer

Wittamer & Co è una famosa pasticceria di Bruxelles, Belgio.

## Storia
La storia della pasticceria inizia nel 1910, quando Henri Wittamer inaugurò il suo panificio insieme con la moglie Marie sulla piazza del Grand Sablon. La bottega passò quindi al figlio Henri II e a sua moglie Yvonne ed in seguito, negli anni '60, ad Henri III che continuò a gestire il negozio con la sorella Myriam.Henri III aveva ottenuto la qualifica di maestro cioccolatiere in Svizzera. Successivamente i processi di lavorazione del cioccolato si modernizzarono con l'avvento delle nuove tecnologie. Negli anni '80 ci furono importanti sviluppi, la società si ingrandì e venne aperto il primo negozio in Giappone (Osaka).
Nel dicembre 1999 i Wittamer ebbero l'onore di creare il dessert per il matrimonio della contessa Matilde d'Udekem d'Acoz con l'allora principe Filippo ed il Re in persona scelse il tipo di dolce, che ebbe grande successo, ed i Wittamer vennero scelti come fornitori della Corte del Belgio.
L'originale Caffè Wittamer è ancora al numero 6 della Place du Gran Sablon. Un negozio più grande è stato aperto al numero 12, dove si può trovare un grande assortimento di cioccolato e praline.
Il marchio è gestito dalla quarta generazione della famiglia Wittamer.